# Techirghiol (stad)
Techirghiol is een stad (oraș) in het Roemeense district Constanța. De stad telt 7292 inwoners (2011) en ligt aan het Techirghiolmeer vlak bij de Zwarte Zee.
De grootste bevolkingsgroep vormen de Roemenen (5622), gevolgd door Tataren (673) en Turken (430).
De meeste inwoners behoren tot de Roemeens-orthodoxe Kerk (5552), gevolgd door islamieten (1098).